# 东化城寺塔
东化城寺塔一名东化成寺塔，位于中国浙江省绍兴诸暨市枫桥镇东南侧紫薇山脊，建于北宋元祐七年（1092），因原在东化城寺后故名，又因建于元祐年间亦名元祐塔。该塔原为七层四面的砖木结构楼阁式塔，现存四层，底层边长3.85米，壁厚1.10米，为条石砌基，条砖砌筑，四面均设壸门，转角设方形抹角倚柱，柱端置转角铺作，中置补间铺作两朵，尚存扶壁重栱，平座以平砖叠涩挑出，今木结构的斗栱、椽子等已毁，仅存砖砌塔身，部分塔砖侧面模印有塔形图案或“壬申元祐七年立”纪年铭文。